# De Wallen

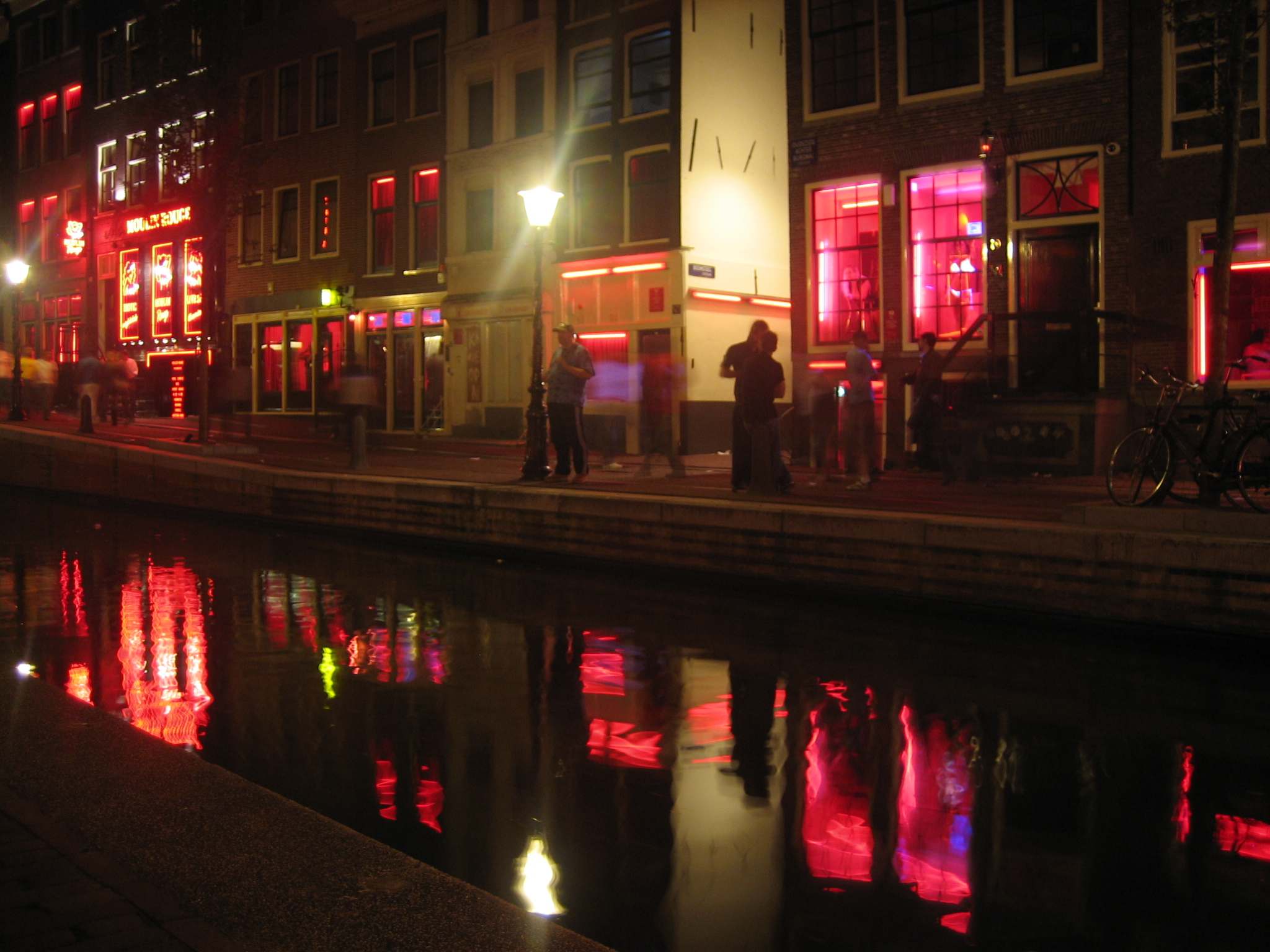
De Oudezijds Achterburgwal bij avond.

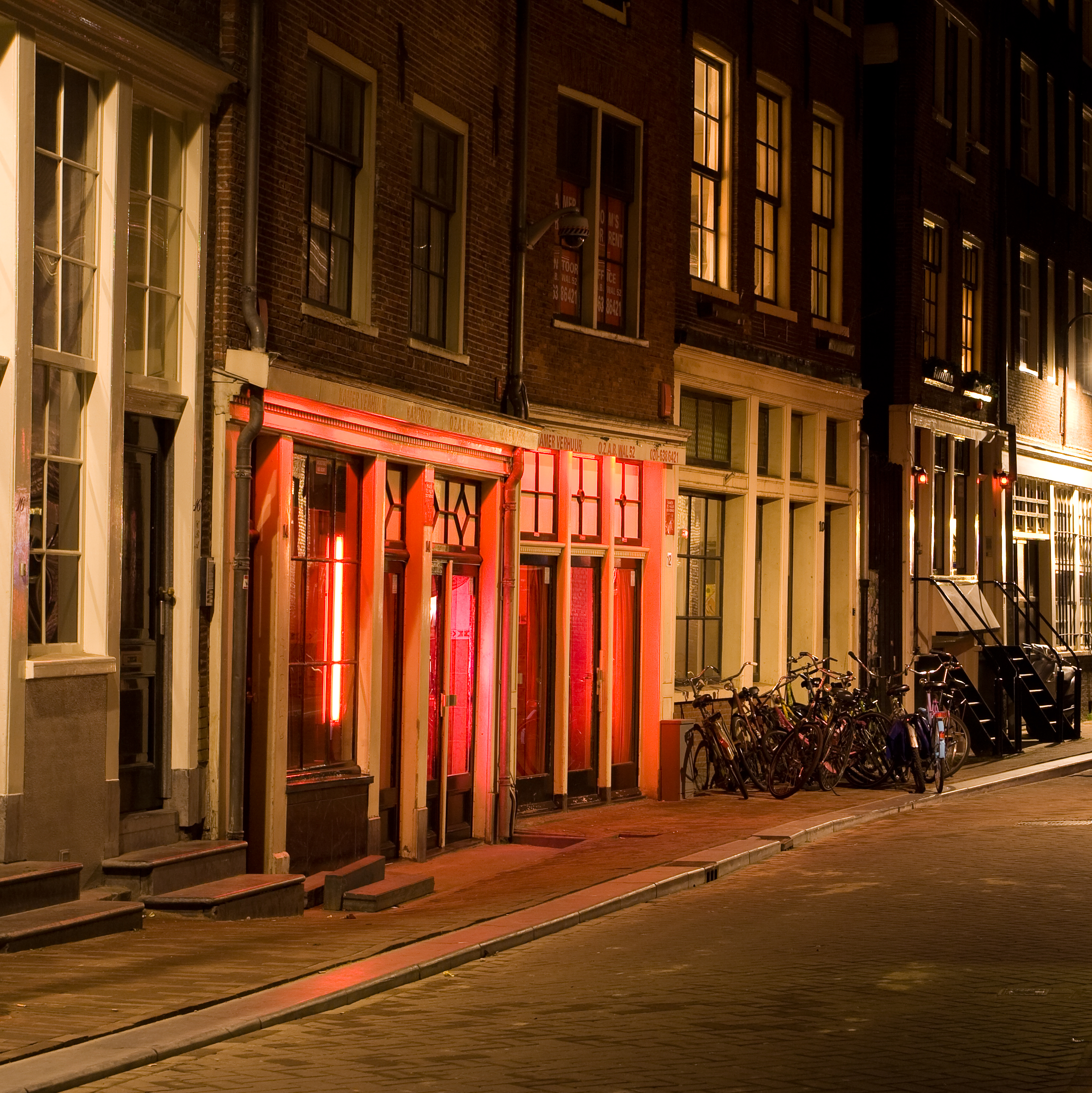
Gezicht op twee bordelen in de Bloedstraat op de Wallen in Amsterdam

De Wallen of de walletjes is een prostitutiegebied in het oudste deel van Amsterdam in de buurt Burgwallen Oude Zijde. Er wordt op ruim 300 werkplekken raamprostitutie bedreven. De buurt wordt in het Engels aangeduid met Red Light District, vanwege de rode lampen die traditioneel in de ramen van de prostituees branden. Het is een van de belangrijkste toeristische bezienswaardigheden van Amsterdam.

## Gebied
Het prostitutiegebied meet circa 250 × 250 meter en wordt begrensd door de Lange Niezel en Korte Niezel in het noorden, de Zeedijk / Nieuwmarkt in het oosten, de Koestraat / Sint Jansstraat in het zuiden en de Warmoesstraat in het westen.
Prostitutie vindt plaats in de Barndesteeg, Bethlehemsteeg, Bloedstraat, Dollebegijnensteeg, Enge Kerksteeg, Goldbergersteeg, Gordijnensteeg, Molensteeg, Monnikenstraat, Oudekerksplein, Oudekennissteeg, Oudezijds Achterburgwal, Oudezijds Voorburgwal, Sint Annendwarsstraat, Sint Annenstraat, Stoofsteeg en Trompettersteeg.
Het gebied huisvest ook seksshops, het erotische theater Casa Rosso, de Bananenbar, het Hash Marihuana & Hemp Museum en coffeeshops.

## Geschiedenis
De Wallen liggen in het oudste deel van Amsterdam. De Oude Kerk, het oudste nog bestaande gebouw van de stad, en de Warmoesstraat dateren van de 13e eeuw.
Vóór 1385 werd Amsterdam in het westen afgeschermd met een gracht (nu de Nieuwezijds Voorburgwal) met daarbuiten een aarden wal met palissade, en in het oosten hetzelfde (nu de Oudezijds Voorburgwal). Omstreeks 1385 werden de vestingwerken van Amsterdam daarbuiten uitgebreid met nieuwe grachten met wallen: Nieuwezijds Achterburgwal (nu de Spuistraat) in het westen en Oudezijds Achterburgwal in het oosten. Zo ontstond het gebied dat in de twintigste eeuw "de Wallen" genoemd werd.
Tot 1578 werd het gebied Oudezijde gekenmerkt door vele kloosters. Na de Alteratie kregen de kloosters van het nieuwe, overwegend calvinistische stadsbestuur andere bestemmingen zoals weeshuis of tuchthuis.
Al in een vroeg stadium, 15e eeuw of eerder, vond in het iets ruimer genomen gebied Oudezijde prostitutie plaats, wellicht niet meteen exact in de straten waar vandaag de prostitutie is. Sindsdien is de prostitutie er nooit weg geweest. Sinds de 15e eeuw of eerder zijn bordelen en andere prostitutiegelegenheden in ieder geval te vinden in het gebied Oudezijde, regelmatig ook in andere stadsdelen. Sinds 1578 wordt in Amsterdam regelmatig hoererij of facilitering ervan strafbaar gesteld en werden de betrokkenen verjaagd.
Eind 19e eeuw, en rond 1920 nog steeds, waren de Zeedijk en het aangrenzende Wallengebied totaal verkrot, maar ook toen werd er prostitutie bedreven, deels tippelprostitutie.
In de jaren 1930 vond er al raamprostitutie plaats. Prostituees mochten van de politie niet in de deuropening klanten lokken, maar wel achter het raam zitten met de gordijnen op een klein kiertje. Vanaf de jaren 1960 nam in het Wallengebied de prostitutie sterk toe.

## Uitwassen en bestrijding daarvan
In de zomer van 2007 ging het Coalitieproject 1012 (kortweg Project 1012) van start. Hierin werkten de gemeente en stadsdeel Centrum samen aan het terugdringen van de criminaliteit en aan de economische opwaardering van het postcodegebied 1012. Het plangebied wordt begrensd door Singel, Kloveniersburgwal en Geldersekade. In 2009 ging de gemeenteraad akkoord met het aanduiden van de raamprostitutie als een criminele branche (zie Geschiedenis van de prostitutie in Amsterdam). In aansluiting daarop besloot het stadsbestuur in 2011 de raambordelen te verjagen uit bijvoorbeeld de Sint Annenstraat en Oudekerksplein en omgeving. De gemeente verwachtte hiermee vrouwen te helpen die gedwongen werden tot prostitutie. In 2018 constateerde de Amsterdamse Rekenkamer dat het Wallenproject van de overheid niet gelukt was. Ondanks de sluiting van 112 ramen en 48 coffeeshops konden de krachten van de markt, aangejaagd door de toegenomen bezoekersstromen en het toerisme, niet worden bedwongen.
De laatste jaren is de ordehandhaving in het gebied een zorgenkind geworden van de gemeente. Door het sterk gegroeide toerisme is de drukte, vooral in de avonduren, sterk toegenomen. Mede om overlast door de drommen toeristen te beperken werd in maart 2019 afgekondigd dat rondleidingen er met ingang van 2020 niet meer zijn toegestaan. In juli 2019 kondigde burgemeester Femke Halsema een nieuwe aanpak aan om de uitwassen van de drukte, de overlast en de mensenhandel onder controle te krijgen.

### Toekomstig erotisch centrum
De gemeente heeft plannen voor een nieuw gebouw met daarin een erotisch centrum. Dit zou een deel van de raamprostitutie in het Wallengebied kunnen gaan vervangen. Op 18 december 2023 maakte burgemeester Halsema bekend dat er voorkeur is voor een locatie aan de Europaboulevard, tussen station Amsterdam RAI, de A10-zuid en het Amstelpark.

## Evenementen
In 1994 vond de eerste Wallen Open Dag plaats, georganiseerd door Mariska Majoor van het Prostitutie Informatie Centrum (PIC). Bij de open dag van 31 maart 2007 stonden er voor het eerst mannelijke prostituees achter de ramen om tegen betaling seks te hebben met vrouwen of mannen. Op die dag is op het Oudekerksplein ook een bronzen standbeeld van kunstenares Els Rijerse onthuld als eerbetoon aan prostituees. De initiatiefneemster was Mariska Majoor, een ex-prostituee en tot 2016 werkzaam voor het Prostitutie Informatie Centrum in Amsterdam. Sinds 2014 wordt eind mei of begin juni het driedaagse Red Light Jazz Festival georganiseerd.
Een ander jaarlijks evenement op de Wallen zijn de Hartjesdagen die sinds 1997 op de Zeedijk gehouden worden.

## Trivia
- De Wallen zijn venster nummer 44 van de Canon van Amsterdam.
- In de BNNVARA-serie Filemon op de Wallen bezoekt Filemon Wesselink het gebied. Ook laat hij de negatieve effecten van Project 1012 zien en komen er buurtbewoners en werkenden op de Wallen aan het woord.[14]
- In 1994 bracht De Dikke Lul Band een album uit, getiteld Op je ballen naar De Wallen